# Жузе Діаш Коелью
Жузе́ Діаш Кое́лью (порт. José Dias Coelho; Піньєл, 19 червня 1923 року — Лісабон, 19 грудня 1961 року) — скульптор, активіст і лідер КПП (Комуністична партія Португалії).

## Біографія

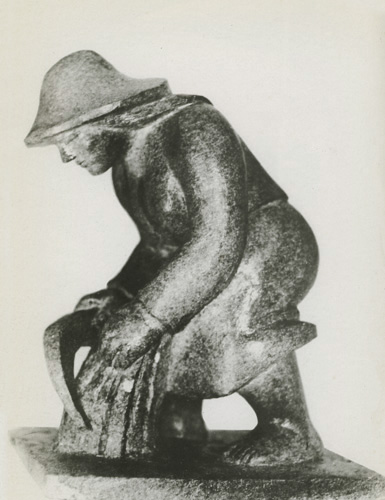
Жниварок, патинована штукатурка

Народився в Піньєлі, біля міста Гуарда, він був п'ятим з дев'яти братів і сестер.
Жузе був учнем Школи образотворчого мистецтва в Лісабоні, де він поступив у 1942 році. Відвідував Архітектурний курс, який залишив, щоб відвідати Скульптуру.
Будучи молодим він приєднався до Антифашистського академічного фронту, а згодом (в 1946 році) до Молодіжного руху демократичної єдності. Учав у декількох студентських змаганнях у 1947 році, він вступив до Португальської комуністичної партії, а в 1949 році був заарештований міжнародною поліцією після участі в президентській кампанії Нортона де Матоса. У 1952 році він був виключений з вищого училища образотворчих мистецтв і заборонив вступати до будь-якого факультету країни; також буде звільнений з посади вчителя технічної освіти.
Жузе Діаш Коелью працював в 1952 році в якості дизайнера з архітекторами Кейлом де Амаралом, Ернані Гандром та Альберто Хосе Пессоа в ательє «Rua Fernão Álvares do Oriente 8 CV / Esq» в районі Сан-Мигель в Лісабоні.
У 1955 році він займав посади в PCP, з метою створення робочого наради з фальсифікації документів для охоплення діяльності підпільних бойовиків. Він здійснив цю діяльність під час його вбивства міжнародною поліцією, 19 грудня 1961 року, у «Руа да Креше», яка тепер носить його ім'я, недалеко від Ларго-ду-Кальваріо, в Лісабоні.
Вбивство дозволило співакові Зеці Афонсо написати та присвятити йому пісню «Смерть на вулиці». Також група Тровант з піснею «Квітка життя». З особистого життя Жузе Діаша Коелью все ще потрібно підкреслити його зв'язок з Маргаридою Тенгарінгою, яка також була скульптором. У них було трьох дочок.
Прийнявши необдумане рішення у 1955 році, він відкинув свою художню кар'єру як скульптор, який у тому ж році побачив перші ознаки суспільного визнання, з двома скульптурами для початкової школи Камполіда (жіноча та чоловіча секції) та великої скульптури для Початкова школа Темної долини в Лісабоні та два низькі рельєфи, один для Центрального кафе Калдаш-да-Раїня, а інший для фабрики Secil.
З інтенсивною соціальною та інтелектуальною діяльністю разом з політикою він зміг зберегти дружбу з кількома відомими діячами португальського суспільства на той час, такими як архітектори Кейл де Амарал та Жуан Абель Манта, Фернанду Намора, Карлуш де Олівейра, Жузе Гоміш Феррейра, Еухеніо де Андраде, Хосе Кардосо Пірс, Абель Манта, Роджеріу Рібейру, Жуан Хоган, а також ті, хто незабаром прийде до керівництва рухами незалежності в Африці, поки студенти в Лісабоні: Агоштінью Нету, Вашку Кабрал, Марселіну душ Сантуш, Амілкар Кабрал та Орланду Кошта.
У березні 1975 року, майже через рік після 25 квітня, на його честь, в Національному товаристві образотворчих мистецтв, в Лісабоні була остаточно організована виставка.